# Крутиков, Константин Александрович
Константи́н Алекса́ндрович Кру́тиков (29 июля 1920 — 13 мая 2015) — советский дипломат. Чрезвычайный и полномочный посол.

## Биография
Член ВКП(б). Окончил 1-й Московский педагогический институт иностранных языков (1941).
- В 1943—1949 годах — сотрудник посольства СССР в Китае.
- В 1949—1954 годах — сотрудник центрального аппарата МИД СССР.
- В 1954—1955 годах — генеральный консул СССР в Шанхае (КНР)[2].
- В 1955—1958 годах — советник посольства СССР в КНР.
- В 1958 году — эксперт-консультант Дальневосточного отдела МИД СССР.
- В 1958—1962 годах — заместитель заведующего Дальневосточным отделом МИД СССР.
- С 2 февраля 1962 по 26 апреля 1965 года — чрезвычайный и полномочный посол СССР в Камбодже[3].
- В 1965—1983 годах — на ответственной работе в центральном аппарате МИД СССР.
- С 1983 года — на научно-преподавательской работе в Дипломатической академии МИД СССР.

## Награды
- Орден Трудового Красного Знамени.
- Орден «Знак Почёта».

## Публикации
- «На китайском направлении: Из воспоминаний дипломата» (2003).